# キレイの鉄則
『キレイの鉄則』（キレイのてっそく）は、2003年4月6日から同年9月28日までテレビ大阪で放送されていたテレビ番組。放送時間は毎週日曜 10:00 - 10:30。

## 出演者

### レギュラー
- 大平サブロー
- 毛利聡子（当時テレビ大阪アナウンサー）
- ロザン

### ビューティーエキスパート
- 七條慶紀
- 三橋ただし